# VM i atletik
Verdensmesterskabet i atletik sammenfatter sportskonkurencer i udendørs atletik. 
Første VM blev afholdt i Malmö i 1976 som modsvar til, at kapgang blev fjernet fra det olympiske program. Ved det første VM var der alene 50 km kapgang på programmet. 
Fra 1983 blev afholdt et VM i atletik med flere discipliner på programmet. VM er herefter afholdt hvert andet år, arrangeret af IAAF.

## Udgaver
| Nummer | År   | Værtsby     | Land           | Fra-Til                         | Stadion                        |
| ------ | ---- | ----------- | -------------- | ------------------------------- | ------------------------------ |
| 1      | 1983 | Helsinki    | Finland        | Aug 7 – Aug 14                  | Olympiastadion                 |
| 2      | 1987 | Rom         | Italien        | Aug 28 – Sept 6                 | Stadio Olimpico                |
| 3      | 1991 | Tokyo       | Japan          | Aug 23 – Sept 1                 | National Olympic Stadium       |
| 4      | 1993 | Stuttgart   | Tyskland       | Aug 13 – Aug 22                 | Gottlieb-Daimler-Stadion       |
| 5      | 1995 | Göteborg    | Sverige        | Aug 5 – Aug 13                  | Ullevi                         |
| 6      | 1997 | Athen       | Grækenland     | Aug 1 – Aug 10                  | Olympiako Stadio               |
| 7      | 1999 | Sevilla     | Spanien        | Aug 20 – Aug 29                 | Estadio Olímpico de la Cartuja |
| 8      | 2001 | Edmonton    | Canada         | Aug 3 – Aug 12                  | Commonwealth Stadium           |
| 9      | 2003 | Saint-Denis | Frankrig       | Aug 23 – Aug 31                 | Stade de France                |
| 10     | 2005 | Helsinki    | Finland        | Aug 6 – Aug 14                  | Olympiastadion                 |
| 11     | 2007 | Osaka       | Japan          | Aug 24 – Sept 2                 | Nagai Stadion                  |
| 12     | 2009 | Berlin      | Tyskland       | Aug 15 – Aug 23                 | Olympiastadion                 |
| 13     | 2011 | Daegu       | Sydkorea       | Aug 27 – Sept 4                 | Daegu Stadion                  |
| 14     | 2013 | Moskva      | Rusland        | Aug 10 – Aug 18                 | Luzjniki Stadion               |
| 15     | 2015 | Beijing     | Kina           | 22. august – 30. august 2015    | Beijings Nationalstadion       |
| 16     | 2017 | London      | Storbritannien | 5. august - 13. august 2017     | Olympiastadion                 |
| 17     | 2019 | Doha        | Qatar          | 28. september - 8. oktober 2019 | Khalifa International Stadium  |
| 18     | 2021 | Eugene      | USA            | 15. - 24. juli 2022             | Hayward Field                  |
| 19     | 2023 | Budapest    | Ungarn         | 19. - 27. august 2023           | Nemzeti Atlétikai Kozpont      |